# Reppichau
Reppichau ist ein Ortsteil der gleichnamigen Ortschaft der Gemeinde Osternienburger Land im Landkreis Anhalt-Bitterfeld in Sachsen-Anhalt, Deutschland.

## Geografie

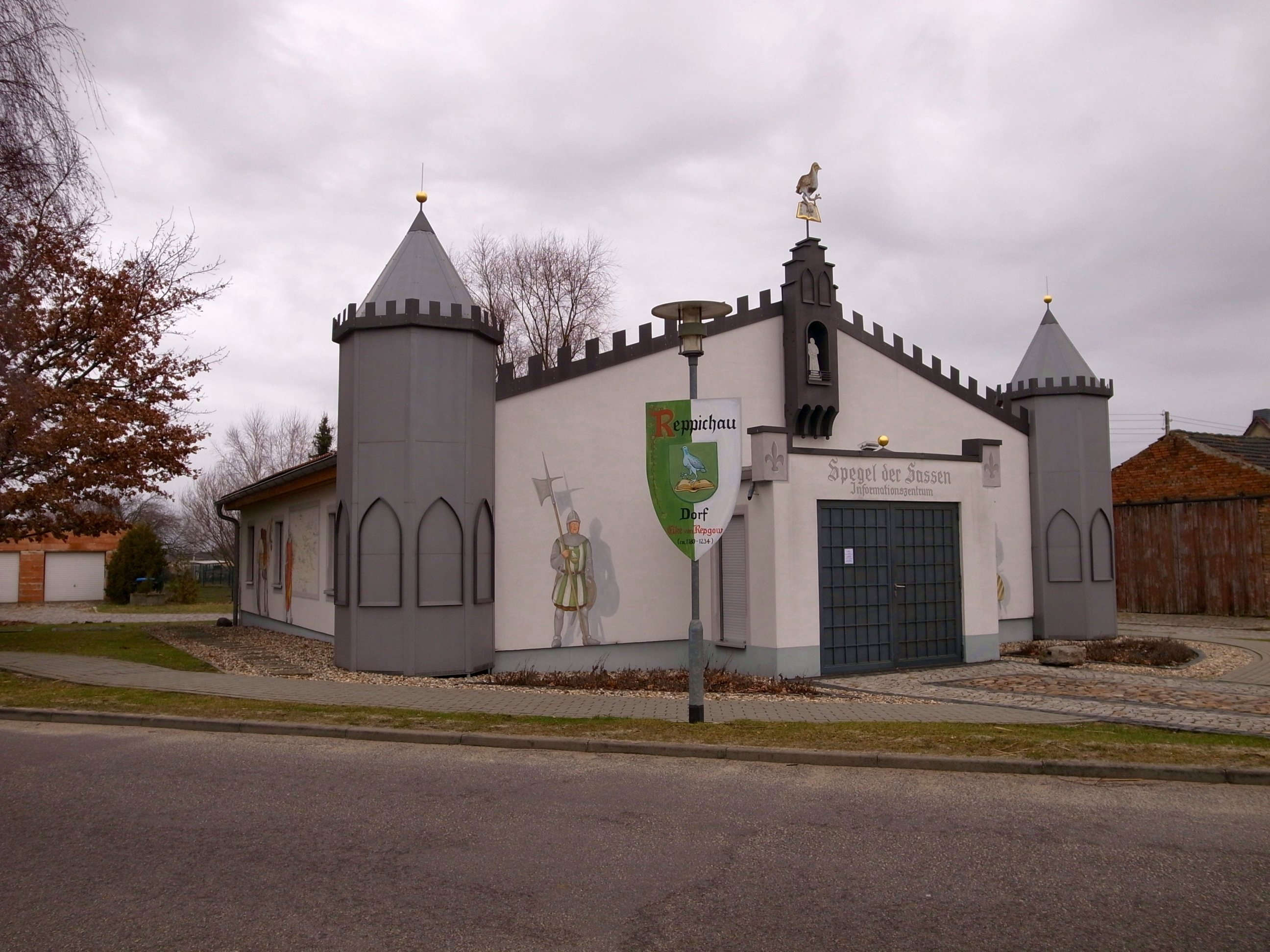
Informationszentrum Spegel der Sassen

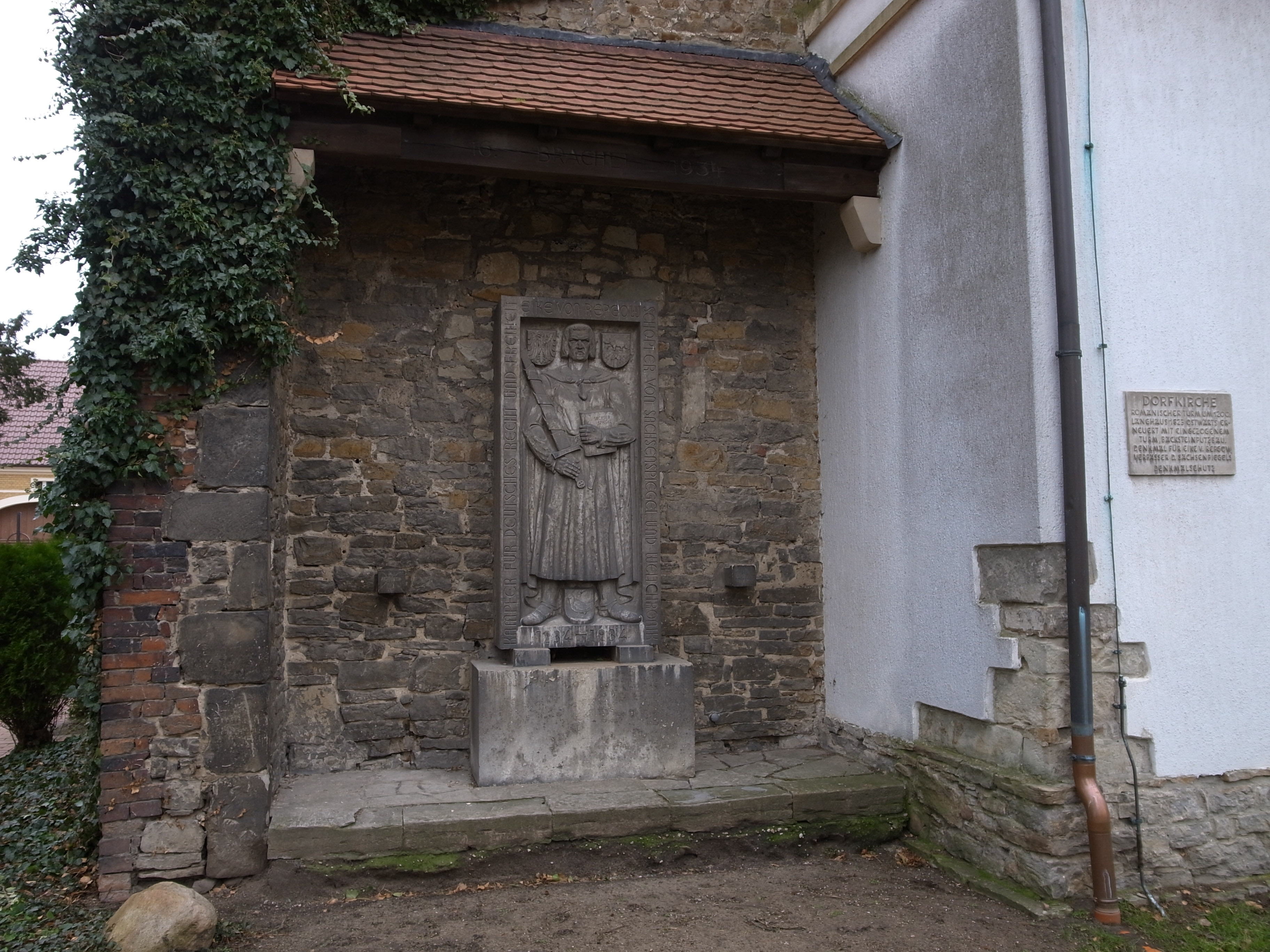
Eike-von-Repgow-Denkmal

Reppichau liegt zwischen Dessau-Roßlau und der Kreisstadt Köthen (Anhalt) am Rande des Biosphärenreservates Mittelelbe.

## Geschichte

### Erstmalige Erwähnung
Das Dorf Ripechove wurde erstmals im Jahr 1159 urkundlich erwähnt.

### Eike von Repgow
Nach dem Ort Reppichau nannte sich ein vom 12. bis frühen 19. Jahrhundert nachgewiesenes adeliges Geschlecht, dessen berühmtester Vertreter Eike von Repgow ist. Im ersten Drittel des 13. Jahrhunderts verfasste dieser im Auftrag des Grafen Hoyer von Falkenstein das erste mittelalterliche Rechtsbuch, den Sachsenspiegel – eine bis dahin nicht kodifizierte Sammlung vorwiegend sächsischen Gewohnheitsrechts.

### Zusammenschluss mit anderen Gemeinden
Am 1. Januar 2010 schlossen sich die bis dahin selbstständigen Gemeinden Reppichau, Chörau, Diebzig, Dornbock, Drosa, Elsnigk, Großpaschleben, Kleinpaschleben, Libbesdorf, Micheln, Osternienburg, Zabitz, Trinum und Wulfen zur Einheitsgemeinde Osternienburger Land zusammen. Gleichzeitig wurde die Verwaltungsgemeinschaft Osternienburg, zu der diese Gemeinden gehörten, aufgelöst.

### Einwohnerentwicklung
1844 lebten 433 Menschen in Reppichau; 2024 waren es 441 Einwohner.

## Politik

### Ortschaftsrat
Als Ortschaft der Einheitsgemeinde Osternienburger Land übernimmt ein so genannter Ortschaftsrat die Wahrnehmung der speziellen Interessen des Ortes innerhalb bzw. gegenüber den Gemeindegremien. Er wird aus fünf Mitgliedern gebildet.

### Bürgermeister
Der letzte Bürgermeister der Gemeinde war Erich Reichert (CDU) und wurde erstmals am 28. April 1992 gewählt.
Als weiteres ortsgebundenes Organ fungiert der Ortsbürgermeister, dieses Amt wird zurzeit von Erich Reichert wahrgenommen.

### Wappen
| Wappen von Reppichau | Blasonierung: „In Grün ein schwarz konturiertes silbernes Rebhuhn, das rechte Bein vorgestreckt, mit dem linken auf einem aufgeschlagenen goldenen Buch stehend.“ |
| Wappen von Reppichau | Wappenbegründung: Im Jahre 1999 beauftragte der Gemeinderat den Kommunalheraldiker Jörg Mantzsch mit der Erarbeitung eines ortstypischen Wappens. Reppichau besitzt indes keine herausragende geschichtliche Bedeutung. Es war in früheren Jahrhunderten eine Landgemeinde mit Gutshof, deren Bewohner sich neben gering verbreitetem Handwerk hauptsächlich von der Landwirtschaft ernährten. Auch ist der Ort nicht mit Sagen und Mythen verbunden, es sei denn, man stellt die Verbindung zu Eike von Repgow her, dem Verfasser des Sachsenspiegels. Diese Verbindung beruht jedoch einzig auf eine Namensgleichheit. Die Familie von Repgow trug in ihrem Wappen das Rebhuhn, wie es im Wappen des alten Landkreises Dessau-Köthen vom Jahre 1937 vorkommt. Und da Eike ein anhaltischer Schöffe war, war es Beschluss der Gemeinde, die Person Eikes im Wappen zu symbolisieren. Da die Abbildung realer Personen (außer der Ikonografie entlehnt), heraldisch unzulässig ist, erfolgte eine Anlehnung an das Repgowsche Wappen wie an den Sachsenspiegel. Das braune Rebhuhn der erloschenen Familie von Repgow wurde von Mantzsch tingistisch korrekt in Silber auf grünen Schild dargestellt. Es steht auf einem aufgeschlagenen goldenen Buch, dem Sachsenspiegel, der seinen Ursprung in der Diözese Halberstadt (dem späteren Anhalt) hatte. |

### Flagge
Die Flagge ist weiß-grün gestreift (Querflagge: Streifen waagerecht, Hissflagge: Streifen senkrecht verlaufend) und das Wappen ist mittig auf die Flagge aufgelegt.

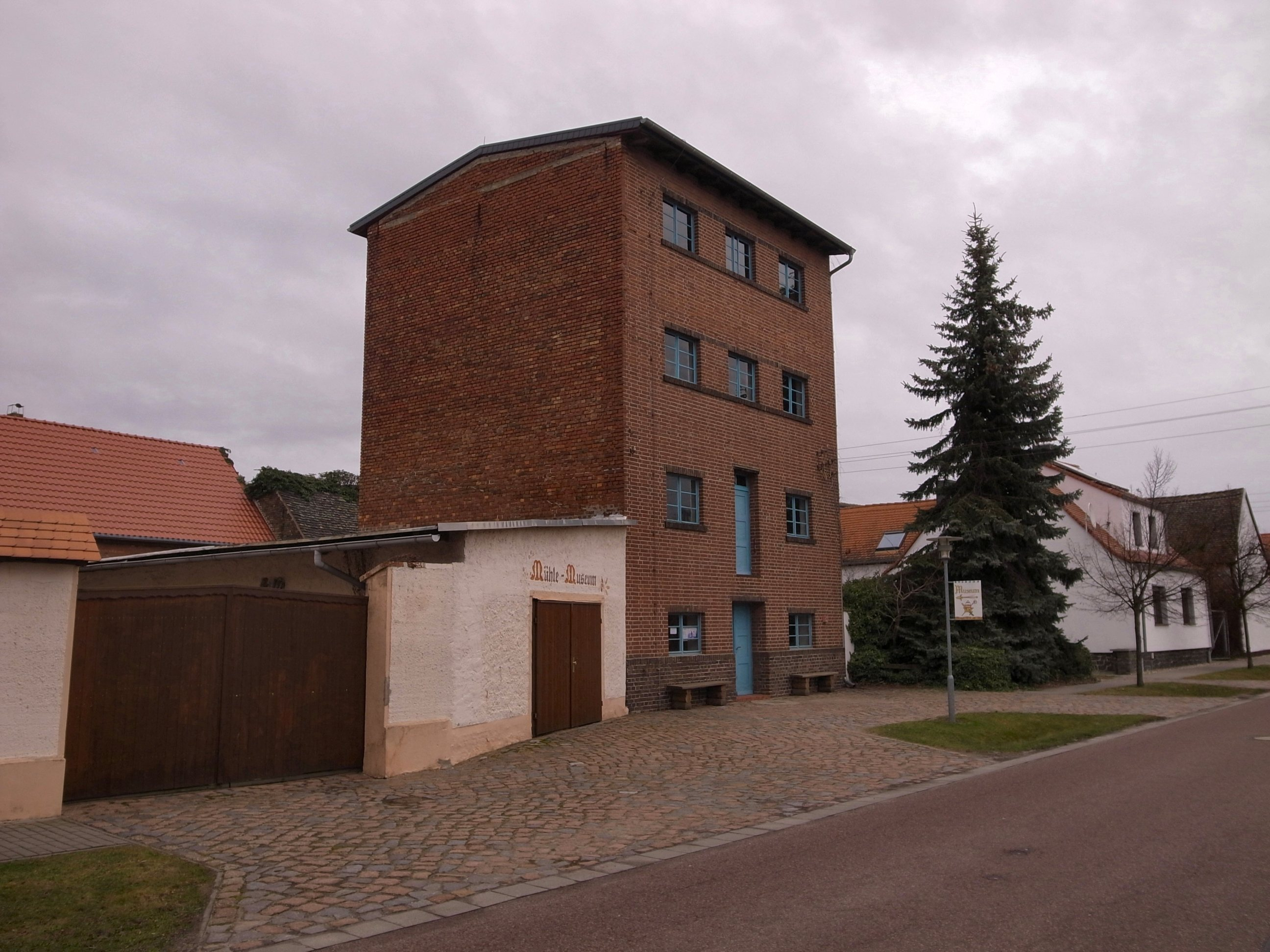
Mühlenmuseum

## Kultur und Sehenswürdigkeiten

### Museum
- Freilichtmuseum „Kunstprojekt Sachsenspiegel“ auf der Straße der deutschen Sprache
- Informationszentrum Spegel der Sassen, Mühlenmuseum

## Wirtschaft und Infrastruktur

### Verkehr
Südlich von Reppichau verläuft die Bundesstraße 185 (Dessau–Köthen).
Durch den Ort verläuft der Europaradweg R1, der das französische Boulogne-sur-Mer mit Sankt Petersburg in Russland verbindet. Auf derselben Routenführung verläuft auf diesem Abschnitt ebenfalls der Radweg Deutsche Einheit sowie der D11.